# WiTricity
WiTricity er en teknik som gør det muligt at overføre elektrisk energi trådløst til fjerne objekter blandt andet mobiltelefoner, bærbare computere, elektrisk drevne køretøjer etc.
Navnet er et varemærke for WiTricity corporation.

## Ekstern henvisning
- WiTricity Corporations hjemmeside

| Energi | Spire Denne artikel om produktion, distribution og forbrug af energi er en spire som bør udbygges. Du er velkommen til at hjælpe Wikipedia ved at udvide den. |